# 食事調査
食事調査は、食事の状況を調査する方法で、栄養学研究における食事アセスメントに用いられる。目的に応じて食事記録法（diet record）、食事思い出し法（diet recall）、食物摂取頻度法（food frequency method）、食事歴法（diet history method）、生体指標（biomarker）、陰膳法（duplicate method）などがある。

## 食事記録法
摂取した食物を調査対象者が自分で調査票に記入する方法。重量を測定する場合（秤量法）と、目安量を記入する場合がある（目安量法）。食品成分表を用いて栄養素摂取量を計算する。

## 食事思い出し法
構造化面接法による食事調査のひとつで被験者が過去に食べた食事を思い出す方法である。

### 24時間思い出し法
被験者の前日、または24時間前からの食事内容を聞き取る方法である。被験者の負担は比較的軽いが、験者による熟練した面接技術が求められる。
米国では、自動化された被験者の自己管理による24 時間食事思い出し法が開発されている。

## 食物摂取頻度法
数十～百数十項目の食品の摂取頻度を、調査票を用いて尋ねる方法。その回答を基に、食品成分表を用いて栄養素摂取量を計算する。

## 食事歴法
数十～百数十項目の食品の摂取頻度を、調査票を用いて尋ねることに加え、食行動、調理や調味などに関する質問も行う方法。その回答を基に、食品成分表を用いて栄養素摂取量を計算する。

## 生体指標
血液、尿、毛髪、皮下脂肪などの生体試料を採取して、化学分析する方法。

### 24時間蓄尿法（食塩）
被験者に24時間蓄尿をしてもらい、尿中の食塩量を計算することで食塩摂取量を推定する方法。食塩は、体内では分解されず、ほぼすべて吸収されておよそ86%が尿中に排出されることが分かっているため、食塩の摂取量を知るためにはこの方法が最も適切だとされる。。

## 陰膳法
摂取した食物の実物と同じものを、同量集める方法。食物試料を化学分析して、栄養素摂取量を計算する。